# Ercole Visconti
Ercole Visconti (* 20. August 1646 in Mailand; † 21. November 1712 ebenda) war ein italienischer Geistlicher, Titularerzbischof und päpstlicher Diplomat.

## Leben
Er war der Sohn von Teobaldo Visconti und Claudia Tassoni Estense. Im Jahr 1670 zog Visconti nach Rom, um dort eine Laufbahn in der Kurie einzuschlagen. Im Juni 1671 wurde er zum Apostolischen Protonotar bestellt, ab 1675 war er Referendar an den Gerichtshöfen der Apostolischen Signatur. Im Dezember 1676 wurde er von Papst Innozenz XI. zum Inquisitor in Malta berufen.
Er erreichte am 13. April 1677 Malta und hatte das Amt des Inquisitors inne, bis er den Archipel am 13. Juni 1678 verließ. Während dieser Zeit wurde Michele Girolamo Molina neuer Bischof von Malta.
Nach seiner Rückkehr wurde Visconti am 18. Juli 1678 zum Titularerzbischof von Tamiathis ernannt. Die Bischofsweihe spendete ihm am 31. Juli desselben Jahres Kardinal Carlo Pio di Savoia; Mitkonsekratoren waren Egidio Colonna, Lateinischer Patriarch von Jerusalem, und Erzbischof Francesco Casati. Am 15. November 1678 wurde Visconti als Apostolischer Nuntius nach Florenz entsandt. Wie aus seinen Nuntiaturberichten hervorgeht, war die Beziehung zwischen dem Großherzogtum Toskana und dem Heiligen Stuhl zu jener Zeit unproblematisch. In einem dieser Berichte beschränkt der Nuntius sich darauf, auf die Ordnungsmäßigkeit der Geschäftsführung hinzuweisen, insbesondere hinsichtlich der Pfründen und kirchlichen Besitztümer.
Am 28. September 1680 wurde Visconti zum Nuntius in Köln ernannt. Hier sah er sich nicht nur einem problematischen Umgang mit dem kirchlichen Eigentum gegenüber, sondern auch einer schwierigen Situation infolge des Französisch-Niederländischen Krieges, der 1678 mit dem Frieden von Nimwegen beendet worden war. Als aussichtsreicher Kandidat für die Nachfolge des betagten Erzbischofs und Kurfürsten Maximilian Heinrich von Bayern galt Wilhelm Egon von Fürstenberg, der jedoch aufgrund seiner Aktivitäten im Laufe jenes Krieges als Agent Frankreichs und Ludwigs XIV. galt. Innozenz XI. erlegte seinem Gesandten jedoch strengste Neutralität im Verhältnis sowohl zu Frankreich als auch zum Heiligen Römischen Reich auf, so dass im Ergebnis Visconti Fürstenberg – der wenig später zum Kardinal erhoben wurde – schließlich zum Bischof von Straßburg weihte.
Ein weiterer Konflikt, den Visconti miterlebte, lag in den Unabhängigkeitsbestrebungen der Stadt Lüttich vom Hochstift Lüttich begründet. Als die Stadt sich auf Betreiben der Führungsschicht 1683 für unabhängig von der Herrschaft des Fürstbischofs Maximilian Heinrich von Bayern erklärte, bevorzugte Visconti eine Verhandlungslösung. Jedoch scheiterten die Verhandlungen, und der Fürstbischof eroberte Lüttich mit militärischer Gewalt zurück.
Im Jahr 1687 wurde Visconti nach Rom zurückgerufen und wurde von Innozenz XI. zum Majordomus des Papstes berufen, ein Amt, das ihm zwar direkten Zugang zum Papst verschaffte, aber auch die Verpflichtung umfasste, für den Erhalt der päpstlichen Paläste zu sorgen, den Sommersitz des Papstes Castel Gandolfo zu verwalten sowie auf diesem Territorium die Rechtsprechung auszuüben. Dieses bedeutende Hofamt des Papstes behielt Visconti auch nach dem Tod Innozenz’ XI. unter dessen Nachfolgern Alexander VIII. und Innozenz XII.
Im Juni 1689 endete Viscontis Laufbahn am päpstlichen Hof unvermittelt, da er sich nach Mailand zurückzog, um sich den Angelegenheiten seiner Familie zu widmen. Er starb 1712 in seiner Heimatstadt und wurde in der dortigen Kirche Sant’Eustorgio beigesetzt.